# Revoluția de la 1848 din Țara Românească

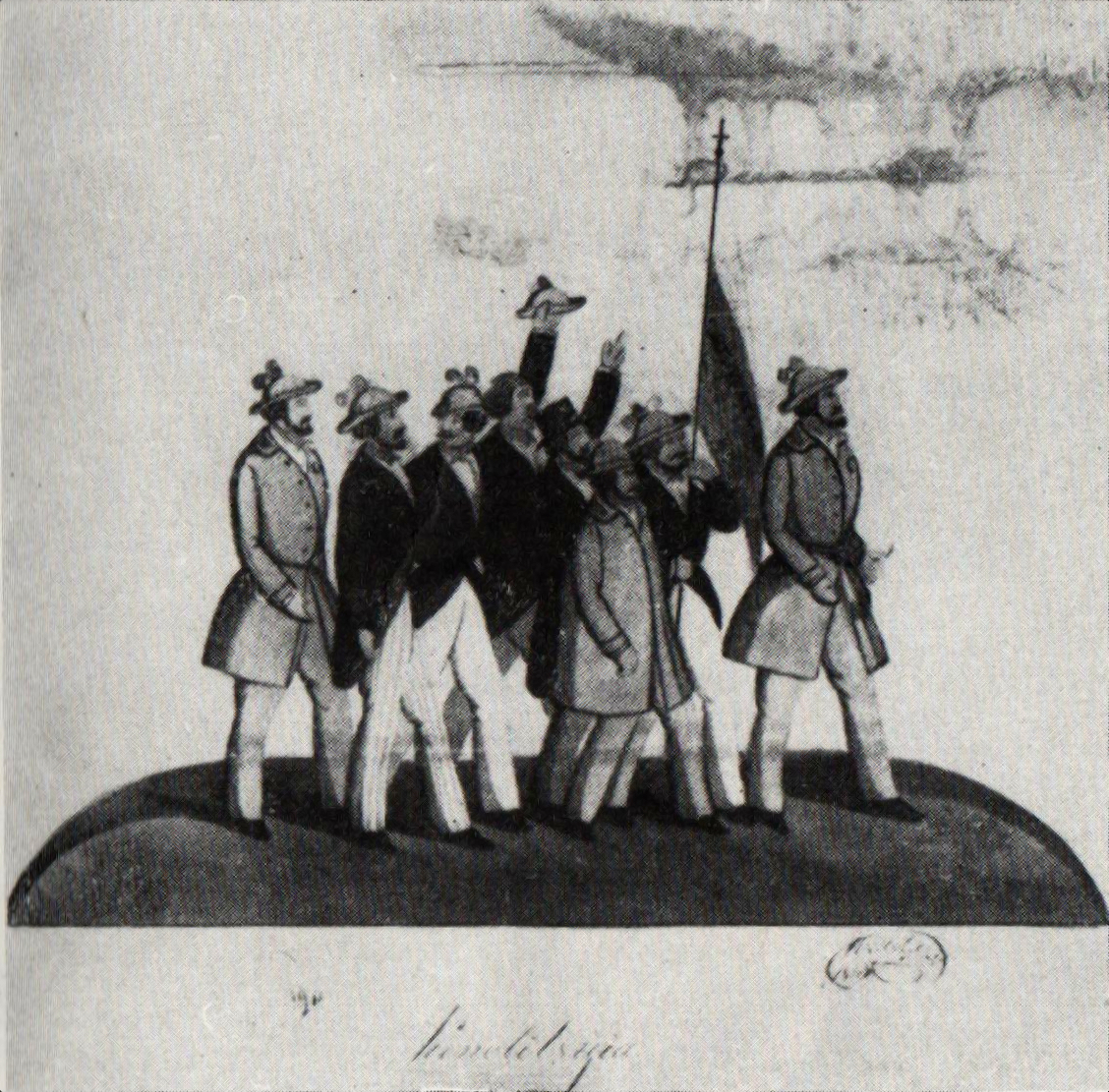
Grupul de manifestanți pentru revoluție la 1848 - de Costache Petrescu.

Revoluția de la 1848 din Țara Românească a fost o revoltă românească liberală și naționalistă din Țara Românească. Parte a revoluțiilor de la 1848 și conectată strâns la revolta eșuată din Principatul Moldovei, a urmărit să răstoarne administrația impusă de autoritățile imperiale rusești sub regimul Regulamentului Organic, și, prin mulți din liderii săi, a cerut abolirea privilegiilor boierești. Condusă de un grup de tineri intelectuali și ofițeri ai forțelor militare, mișcarea a reușit să-l răstoarne pe principele conducător Gheorghe Bibescu, pe care l-au înlocuit cu un guvern provizoriu și o regență; de asemenea, au votat o serie de reforme progresiste, prima anunțată în Proclamația de la Islaz.
În ciuda câștigurilor rapide și a susținerii populare, noua administrație a fost marcată de conflicte între dreapta radicală și forțele mai conservatoare, în special în privința problemei reformei agrare. Două lovituri de stat succesive nereușite au slăbit guvernul, iar statutul internațional al acestuia a fost de asemenea contestat de Rusia. După ce a reușit să atragă un grad de simpatie din partea liderilor politici otomani, Revoluția a fost în cele din urmă izolată de intervenția diplomaților ruși și în cele din urmă reprimată de intervenția comună a armatelor otomane și rusești, fără a avea loc vreo formă semnificativă de rezistență armată. Cu toate acestea, în timpul deceniului următor, îndeplinirea scopurilor sale a fost făcută posibilă de contextul internațional și foștii revoluționari au devenit noua clasă în România unită.

## Origini
Cele două principate dunărene, Țara Românească și Moldova, au ajuns sub supraveghere rusească spre sfârșitul Războiului Ruso-Turc din 1828–1829, fiind ulterior administrate pe baza unor documente comune, cunoscute ca Regulamentul Organic. După o perioadă de ocupație militară rusească, Țara Românească s-a întors la suzeranitatea otomană, dar supravegherea rusească a fost menținută, iar tronul i-a fost acordat lui Alexandru II Ghica în 1834—această măsură a fost controversată de la început, având în vedere că, în ciuda prevederilor populare ale Convenției de la Akkerman, Ghica a fost numit de Rusia și otomani, în loc să fie ales de Sfatul boieresc. În consecință, principele s-a confruntat cu opoziție din ambele părți ale spectrului politic, încercând de asemenea să stăpânească nemulțumirea țărănimii prin elaborarea de legi împotriva abuzului proprietarilor de stat. Prima mișcare liberală, care s-a inspirat de la Revoluția Franceză și avea scopul declarat de încurajare a culturii, a fost Societatea Filarmonică, înființată în 1833.
Ostilitatea față de politicile rusești a erupt mai târziu în 1834, când Rusia a cerut ca un Articol adițional să fie atașat la Regulament, mai ales că acest din urmă document era revizuit de Poartă. Prin articolul propus se căuta a preveni modificarea Regulamentului de către Sfaturile Boierești fără consimțământul ambelor puteri protectoare. Aceasta mișcare s-a întâlnit cu opoziția solidă a majorității deputaților Țării Românești, printre ei fiind radicalul Ioan Câmpineanu; în 1838, proiectul a fost cu toate acestea aprobat, când a primit susținere explicită din partea sultanului Abdülmecid I și a principelui Ghica.
Câmpineanu, care a propus o constituție reformatoare pentru a înlocuit complet Regulamentul, a fost trimis în exil, dar a rămas o influență pentru generația tânără de activiști, valahi și moldoveni. Ultimul grup, care cuprindea mulți boieri tineri care au studiat în Franța, s-au inspirat de asemenea direct din societăți reformatoare sau cu mentalitate revoluționară precum Carbonari (și chiar prin Teodor Diamant de la socialismul utopic). A fost această facțiune care prima va publica cerințele pentru independență națională și unirea moldo-valahă, pe le-a inclus într-o agendă mai largă de reforme politice și solidaritate europeană. Societatea Studenților Români a fost fondată în 1846, avându-l pe poetul francez Alphonse de Lamartine ca președinte de onoare.

## Evenimentele pre-revoluționare și declanșarea
În octombrie 1840, prima societate secretă specific revoluționară a perioadei a fost reprimată de domnitorul Alexandru D. Ghica. Printre cei arestați și ținuți în detenție au fost boierul de rang înalt Mitică Filipescu, tânărul radical Nicolae Bălcescu și mult mai vârstnicul Dimitrie Macedonski, care a luat parte la revoluția din 1821.

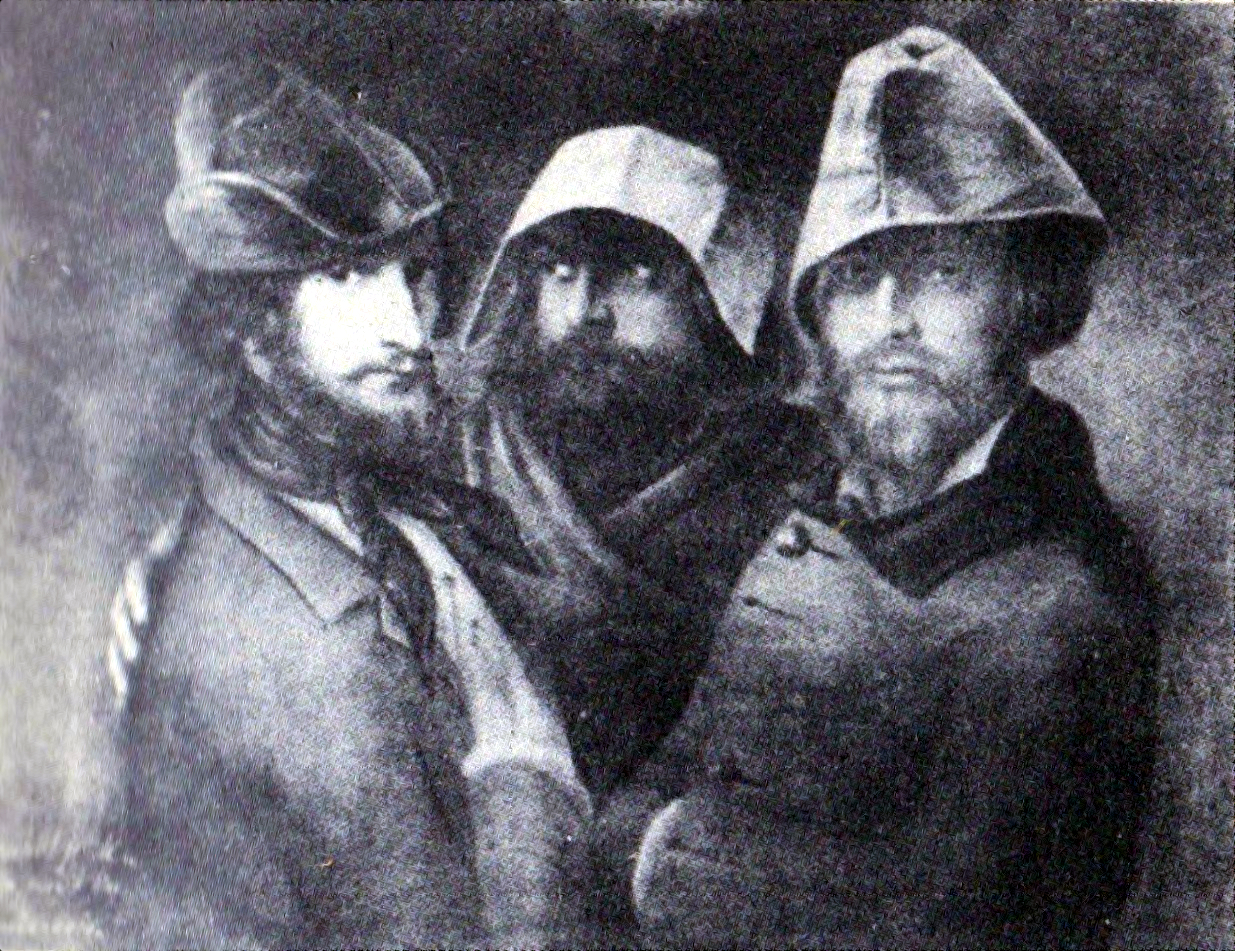
Litografie a unui portret de grup de Constantin Daniel Rosenthal, înfățișând revoluționari aflați la Paris pe la începutul anilor 1840. De la stânga: Rosenthal (purtând o bonetă frigiană), C. A. Rosetti, valah anonim

Noul domnitor, Gheorghe Bibescu, l-a eliberat pe Bălcescu și pe alți participanți la complotul din 1843; la scurt timp după, aceștia au devenit implicați în fondarea unei noi societăți secrete cunoscută ca Frăția, care a servit ca factor central în revoluție. Inițial, nucleul Frăției era format din Bălcescu, Ion Ghica, Alexandru G. Golescu și generalul Christian Tell; în primăvara lui 1848, din conducere mai făceau parte Dimitrie și Ion Brătianu, Constantin Bălcescu, Ștefan și Nicolae Golescu, Gheorghe Magheru, C. A. Rosetti, Ion Heliade Rădulescu și Ioan Voinescu II. A avut succes în special la București, unde a ajuns până la clasa de mijloc și a păstrat o fațadă legală ca Soțietatea Literară, ale cărei adunări erau frecventate de moldovenii Vasile Alecsandri, Mihail Kogălniceanu și Costache Negruzzi, precum și de subiectul din Imperiul Austriac Constantin Daniel Rosenthal. în timpul primelor luni ale lui 1848, studenții români de la Universitatea din Paris, inclusiv frații Brătianu, au fost martori și, în unele cazuri, au luate parte la revoluția franceză republicană din acel an.
Rebeliunea a izbucnit în iunie 1848, după ce membrii Frăției au ajuns să adopte un proiect în legătură cu promisiunea de reformă agrară. Această rezoluție, care inițial a cauzat disensiune, a trecut în programul revoluționar în urma presiunilor lui Nicolae Bălcescu și a susținătorilor săi. Documentul însuși, destinat să fie citit ca proclamație, a fost cel mai probabil redactat de Heliade Rădulescu, iar Bălcescu însuși a fost posibil responsabil pentru cele mai multe din ideile sale. A cerut, printre altele, independență națională, drepturi civile și egalitate, impozitare universală, o Adunare mai largă, guvern responsabil, un mandat de cinci pentru principi și alegerea acestora de către Adunare, libertatea presei și descentralizare.

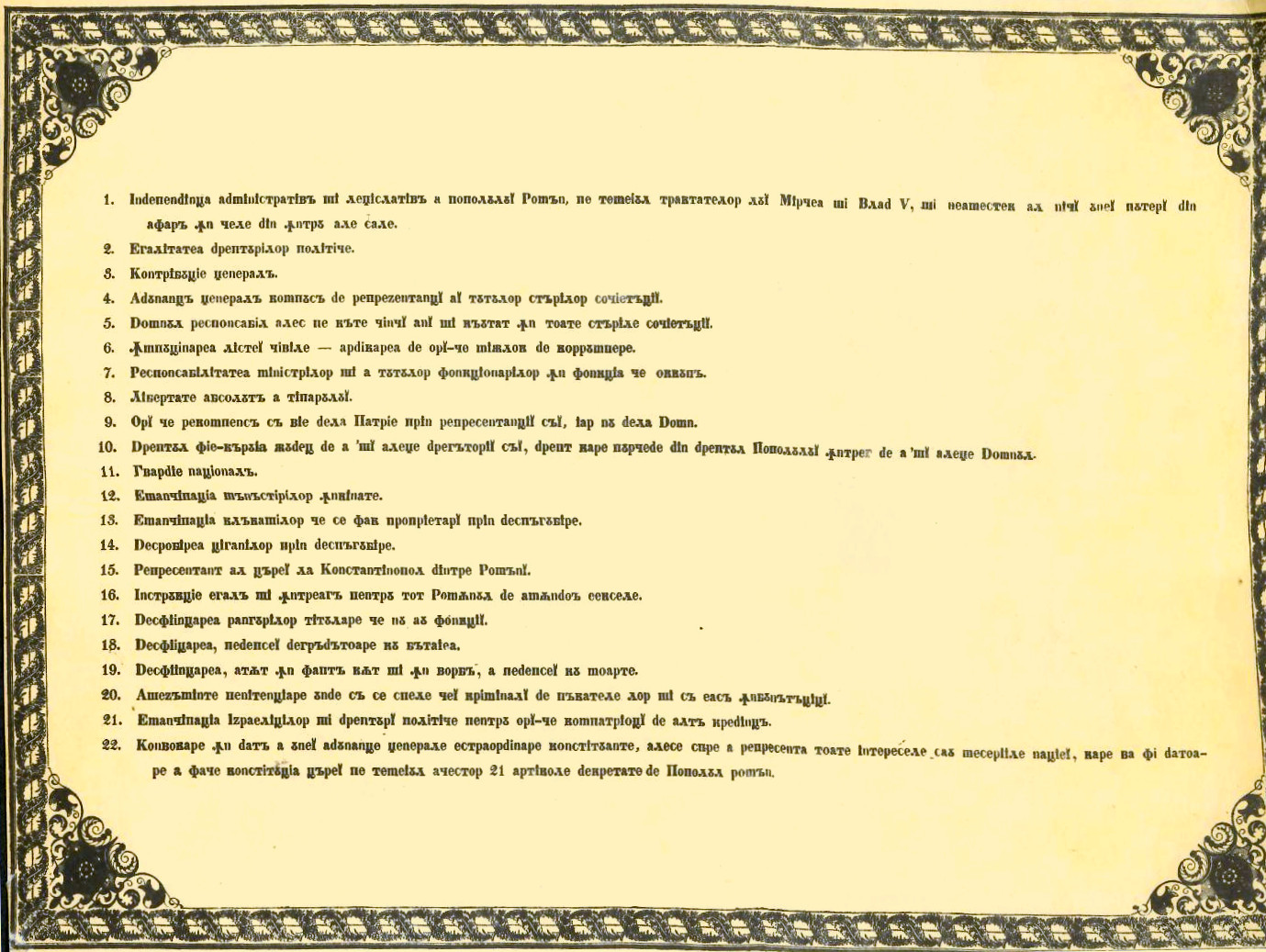
Proclamația de la Islaz

Inițial, gruparea revoluționară intenționa să preia diferite baze militare și Țara Românească și plănuia să organizeze în mod simultan adunări publice la București, Râmnicu Vâlcea, Ploiești, județul Romanați și Islaz. Pe 21 iunie 1848, Heliade Rădulescu și Tell erau prezenți la Islaz, unde, împreună cu preotul ortodox Șapcă din Celei, au descoperit programul revoluționar unei mulțimi care îi aplaudau (vezi Proclamația de la Islaz). Un nou guvern a fost format pe loc, din el făcând parte Tell, Heliade Rădulescu, Ștefan Golescu, Șapcă și Nicolae Pleșoianu—aceștia au scris un apel către principele Bibescu, prin care îi cereau să recunoască programul ca germen al unei constituții.
Executivul revoluționar a lăsat Islazul sub conducerea adunării soldaților și a altora, și, după ce au trecut prin Caracal, au intrat în mod triumfător în Craiova fără a se confrunta cu rezistență din partea forțelor locale. Potrivit unui calcul, adunarea a cuprins nu mai puțin de 150.000 de civili înarmați. Aceste evenimente desfășurându-se în mod deschis, Bibescu a fost împușcat la București de Alexandru sau Iancu Paleologu (tatăl diplomatului francez Maurice Paléologue) și co-conspiratorii acestuia, ale căror gloanțe au reușit doar să strice unul din epoleții principelui. În timpul următoarelor ore, forțele polițienești a încercat să reprime Frăția, arestându-l pe Rosetti și încă câțiva membri, dar nu a putut să-i captureze pe cei mai mulți dintre ei.

## Guvernul provizoriu

### Crearea

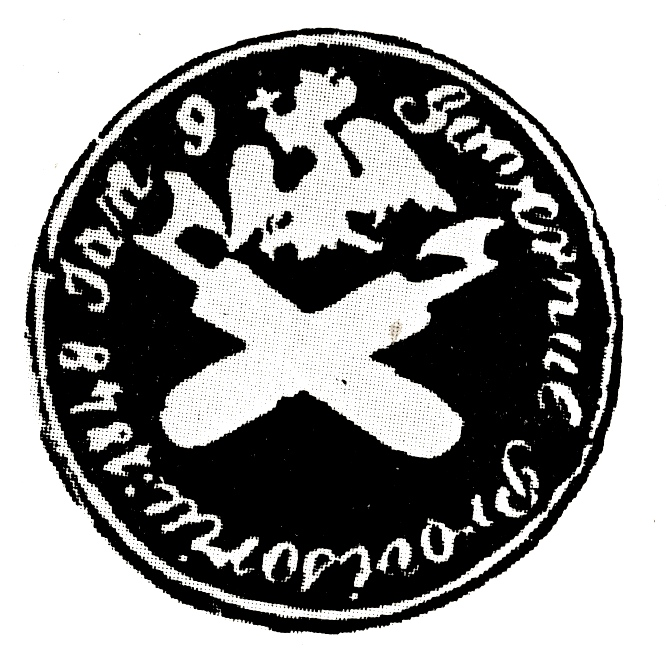
Stema guvernului provizoriu din iunie 1848

Pe 23 iunie dimineața, Bibescu a încercat să reobțină loialitate forțelor de miliție printr-un ordin de a face un jurământ reînnoit de credință—ofițerii au fost de acord să o facă, dar au adăugat că sub nici o circumstanță nu vor fi de acord să verse sângele românilor. După-amiază, populația Bucureștiului, simțindu-se încurajată de această evoluție, s-a adunat pe străzi; în jurul orei patru, clopotele de pe Dealul Mitropoliei au început să sune alarma. Au avut loc citiri publice ale Proclamației de la Islaz, iar tricolorul românesc a fost defilat în lung și-n lat în oraș. La ora zece seara, Bibescu a cedat presiunilor, a semnat noua constituție și a fost de acord să susțină guvernul provizoriu impus de Frăția. Acest fapt a destabilizat efectiv Regulamentul Organic, făcându-l pe consulul Rusiei de la București, Charles de Kotzebue, să părăsească țara pentru a se duce în Transilvania condusă de austrieci. Bibescu însuși a abdicat și s-a dus în auto-exil.

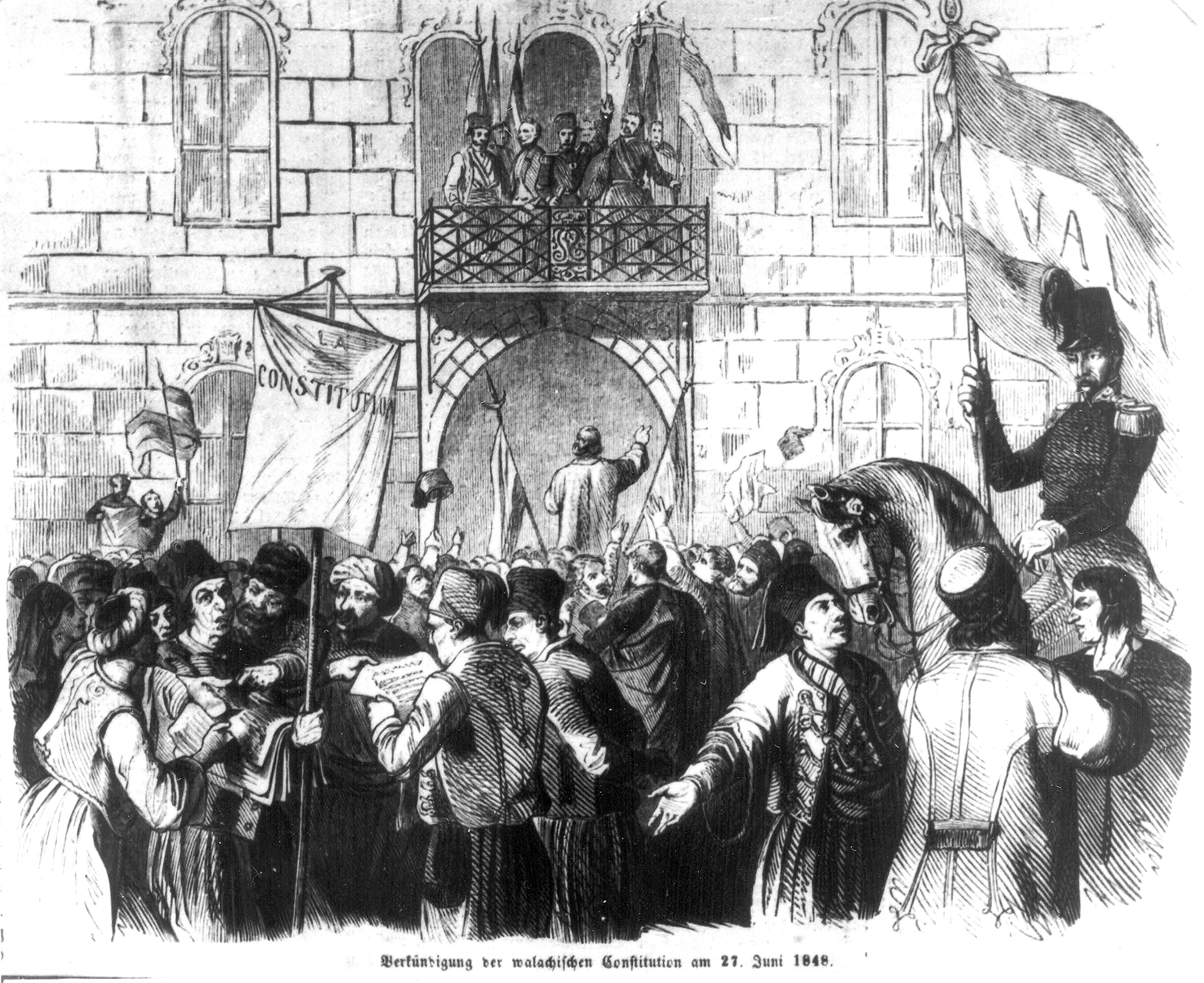
Proclamarea Constituției Țării Românești, 27 iunie 1848

Pe 25 iunie, cele două cabinete propuse s-au reunit în Guvernul vremelnicesc, bazat pe Comisia Executivă a celei de-A Doua Republici Franceze; sub conducerea conservatorului Neofit al II-lea, Mitropolit al Ungro-Vlahiei, i-a avut ca membri pe Christian Tell, Ion Heliade Rădulescu, Ștefan Golescu, Gheorghe Magheru, și, pentru scurt timp, negustorul bucureștean Gheorghe Scurti. Secretarii săi au fost  C. A. Rosetti, Nicolae Bălcescu, Alexandru G. Golescu și Ion Brătianu. Guvernul a fost dublat de Ministerul vremelnicesc, care a fost scufundat în mai multe oficii: Ministrul dinlăuntru (poziție deținută de Nicolae Golescu); Ministrul dreptății (justiție – Ion Câmpineanu); Ministrul instrucției publice (Heliade Rădulescu); Ministrul finanții (C. N. Filipescu); Ministrul trebilor dinafară (Ioan Voinescu II); Ministrul de războiu (Ioan Odobescu, mai târziu înlocuit de Tell); Obștescul controlor (Gheorghe Nițescu). De așemenea, l-a inclus pe Constantin Crețulescu ca președinte al Consiliului Orășenesc (mai târziu înlocuit de Cezar Bolliac), Scarlat Crețulescu ca Comandant al Gărzii Naționale și Mărgărit Moșoiu ca șef al poliției.
Revoluționarii valahi au păstrat relații ambigue cu liderii revoluției maghiare din 1848, precum și cu adversarii acestora de etnie română din Transilvania. Încă în aprilie, Bălcescu, care păstra legături strânse cu mulți politicieni români transilvăneni, i-a cerut lui August Treboniu Laurian să nu se opună unirii dintre Transilvania și Ungaria revoluționară. În paralel, au avut loc negocieri secrete între Lajos Batthyány și Ion Brătianu, care aveau legătură cu proiectul de creare a unei confederații valaho-ungare. Cu toate că a atras susținerea radicalilor, propunerea a fost în cele din urmă respinsă de partea maghiară, care a argumentat că așa ceva ar duce la pericolul deteriorării relațiilor cu Rusia. Treptat, românii transilvăneni s-au distanțat treptat de o atare apropiere și au clarificat că scopul lor este păstrarea administrației austriece, ajungând în conflict deschis cu autoritățile revoluționare maghiare.

### Reformele inițiale

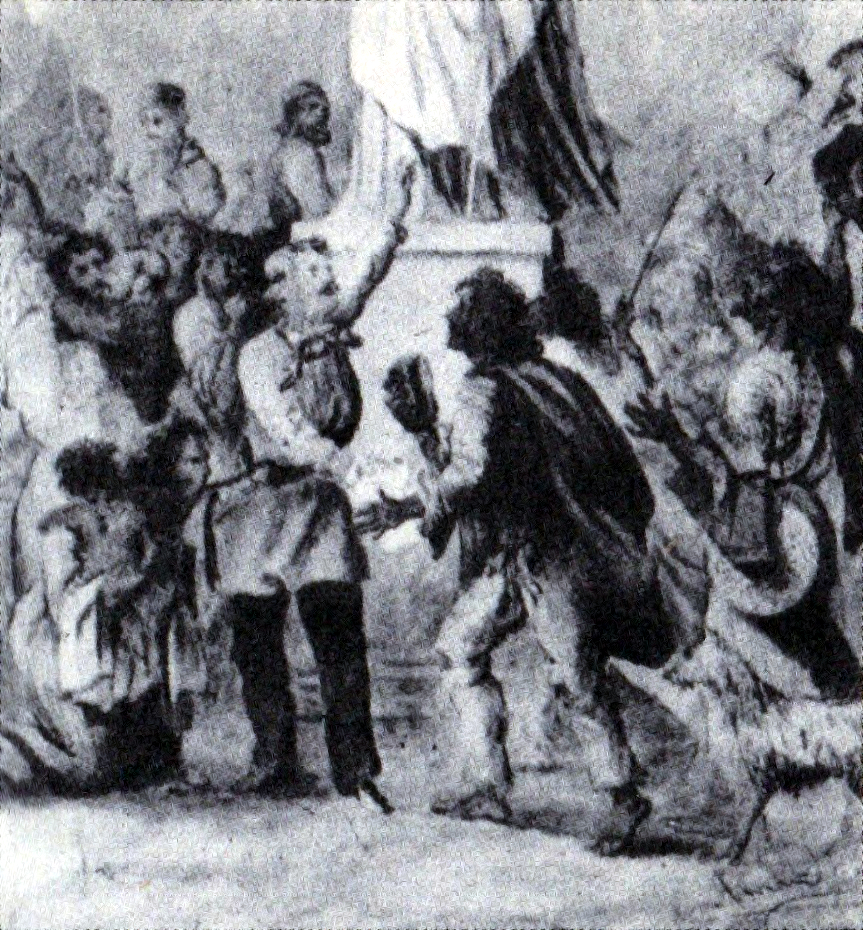
Abolirea robiei romilor, pictură de Theodor Aman

În următoarea zi, noile corpuri administrative au emis primele decrete. Unul dintre ele a instituit tricolorul orizontal cu inscripția DPEПTATE – ФРЪЦIE („Dreptate – Frăție” în chirilicul românesc utilizat la acea vreme). Au eliminat toate rangurile civile tradiționale, indicând că trebuie făcute numai distincții acceptabile pe baza virtuților și serviciilor făcute patriei și au creat o gardă națională. De asemenea, guvernul a abolit cenzura, precum și pedeapsa capitală și corporală și a ordonat ca toți prizonierii politici să fie eliberați. Alături de alte cereri, o chemare la unirea tuturor teritoriilor locuite de români, ca națiune unică și indivizibilă, a fost exprimată public în timpul acelei perioade.
Abolirea oficială a robiei romilor a fost aprobată printr-un decret emis pe 26 iunie. Acest fapt ca fost culminarea unui proces început în 1843, când toți robii obținuți de stat au fost eliberați, și continuat în februarie 1847, când Biserica Ortodoxă a urmat procesul și a eliberat toată forța se de muncă romă. Decretul era interpretat astfel: „Poporul român leapădă de pe sine neomenia și rușinea de a ținea robi și declară libertatea țiganilor particulari. Cei ce au suferit până acum rușinea păcatului de a avea robi sunt iertați de poporul român; iar patria, ca o mamă bună, din visteria sa, va despăgubi pe oricine va reclama că a avut pagubă din această faptă creștinească”. O comisie compusă din trei membri a fost lăsată să decidă în privința chestiunilor legate de implementarea legală și compensarea proprietarilor de robi — din ea au făcut parte Bolliac, Petrache Poenaru și Iosafat Snagoveanul.
Autoritățile au făcut reformele cunoscute publicului prin instituțiile de presă, din care cele cu cea mai mare circulație erau Poporul Suveran (revistă redactată de Bălcescu, Bolliac, Grigore Alexandrescu, Dimitrie Bolintineanu și alții) și Pruncul Român (publicat de Rosetti și Eric Winterhalder). În paralel, populația Bucureștiului putea auzi regulat comunicate publice în zona Filaret (cunoscut ca „Câmpia Libertății”).

## Dispute și intrigă

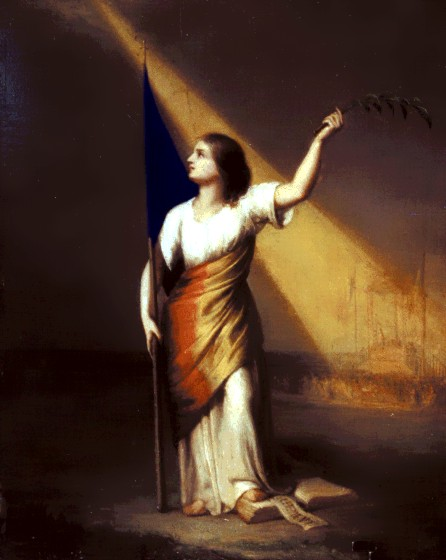
România rupându-și cătușele pe Câmpia Libertății, pictură de Constantin Daniel Rosenthal (o referire la câmpul Filaret)

Susținerea guvernului provizoriu a început să fie pusă la încercare atunci când chestiunea reformei agrare și a corvezilor au fost din nou puse în prim plan. În afară de forțele conservatoare importante, oponenții măsurii se găseau în însuși corpul de conducere, printre ei fiind moderații Heliade Rădulescu și Ioan Odobescu. Revoluționarii care au favorizat trecerea pământului în proprietatea țăranilor erau împărțiți în funcție de cantitatea care urma să fie cedată, precum și în privința chestiunii compensații plătite boierilor. S-a ajuns la un compromis prin amânare, luându-se o decizie de supune toate propunerile votului Adunării, care încă trebuia convocată, în loc de redactat un decret. Totuși, o Proclamație către proprietarii de stat a fost emisă (28 iunie 1848), indicând că reforma urma eventual să fie aplicată în schimbul unor sume nespecificate și cerând țăranilor să-și îndeplinească corvezile până în toamna aceluiași an.
Acest apel a cauzat o reacție din partea forțelor de opoziție: Odobescu s-a raliat cauzei conservatorilor, și, pe 1 iulie 1848, împreună cu ofițerii săi fideli, Ioan Solomon și Grigorie Lăcusteanu, au arestat întreg guvernul. Lovitura de stat aproape a avut succes, dar a fost în cele din urmă dată peste cap de reacția bucureștenilor, care au organizat rezistență stradală împotriva trupelor răzvrătite, au format baricade și, în cele din urmă, au asaltat sediile executivului. Ultimul asalt, condus de Ana Ipătescu, a avut ca rezultat arestarea liderilor loviturii de stat.
În ciuda acestei mișcări, disputele cu privire la forma reformei agrare au continuat în cadrul guvernului. Pe 21 iulie 1848, Nicolae Bălcescu a obținut emiterea unui decret de creare a Comisiei proprietății, cuprinzând 34 delegați, câte doi din fiecare județ al Țării Românești, dintre care câte un reprezentat al țăranilor și câte un reprezentant al moșierilor. Noua instituție a fost prezidată de proprietarul de pământ Alexandru Racoviță, și l-a avut pe Ion Ionescu de la Brad, născut în Moldova, în funcția de vicepreședinte.
În timpul desfășurării acțiunilor, un număr de boieri au trecut la susținerea țăranilor: boierul liberal Ceaușescu, delegat la a patru sesiune a Comisiei, a ținut un discurs renumit în care s-a adresat muncitorilor cu „frați” și și-a deplâns propriul statut de proprietar de pământ. O audiență emoțională i-a aplaudat gestul, iar țăranii au afirmat că Dumnezeu a iertat faptele lui Ceaușescu. Alți proprietari de pământ, mai circumspecți, i-au întrebat pe țărani ce plănuiesc să utilizeze ca compensație, pentru care vor fi în mare măsură responsabili; potrivit lui Mihail Kogălniceanu, răspunsul a fost „Cu aceste brațe robite, noi am muncit veacuri și am purtat toate cheltuielile stăpânilor de moșii; libere, brațele noastre vor munci îndoit și fiți siguri că nu vă vom lăsa păgubiți de ce dreptatea țării va hotărî să vă plătim”. Se spune că acest răspuns a cauzat zarvă în cadrul Comisiei.
Țăranii și susținătorii lor au susținut ideea ca fiecare familie să primească cel puțin patru hectare de pământ; potrivit sistemului lor, care făcea diferențe de ordin local tradițional, țăranii care locuiau în zone umede trebuiau să primească 16 pogoane (aprox. opt hectare), cei care locuiau pe câmpie 14 (aprox. șapte hectare), locuitorii din zonele deluroase 11 (între cinci și șase hectare), în timp ce oamenii care locuiau zonele Carpații Meridionali trebuiau să primească opt pogoane (aprox. patru hectare). Acest program a fost imediat respins de mulți proprietari de pământ, iar negocierile s-au terminat cu decizia luată de Heliade Rădulescu, când s-a decis din nou că rezoluția finală este prerogativa viitoarei Adunări. Eșecul rezolvării celei mai semnificative din problemele cu care se confruntau valahii a contribuit la slăbirea susținerii cauzei revoluționare.

## Eforturi diplomatice și regența

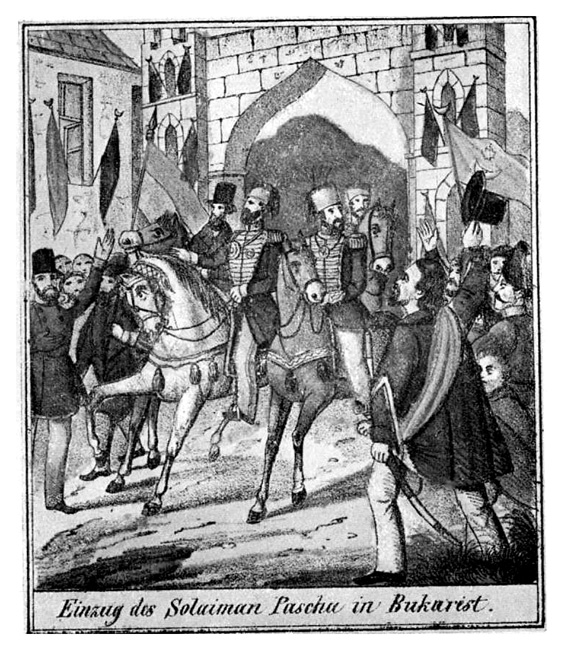
Reprezentantul otoman Süleiman Pașa intrând în București în august 1848

Având în față ostilitatea clară a împăratului rus Nicolae I, revoluționarii valahi au căutat în loc apropierea de conducerea Imperiului Otoman. Au fost făcute eforturi pentru a se clarifica că mișcarea nu căuta să respingă suzeranitatea otomană: în acest scop, Ion Ghica a fost trimis la Istanbul pe 29 mai 1848; misiunea sa a avut succes inițial, dar evenimentele ulterioare l-au făcut pe sultanul Abdülmecid I să-și reconsidere poziția, în special după ce s-a confruntat cu protestele Rusiei. Süleiman Pașa, cumnatul lui Abdülmecid, a fost trimis la București cu ordine de a raporta în legătură cu situația și a lua măsuri adecvate.
Primit călduros de locuitorii și autoritățile orașului, Suleiman a optat să impună o serie de mișcări formale, care aveau scopul de a liniști Rusia. A înlocuit guvernul cu o regență, Locotenența domnească, și a cerut ca anumite schimbări să fie operate în textul constituției (promițând că în acest caz va asigura recunoașterea otomană). Noul corp conducător, un triumvirat, i-a cuprins pe Heliade Rădulescu, Nicolae Golescu și Christian Tell.
Pe baza îndemnului explicit al lui Suleiman, o delegație revoluționară a fost trimisă la Istanbul, unde a stat în scopul negocierii recunoașterii oficială a mișcării—printre trimiși au fost Bălcescu, Ștefan Golescu și Dimitrie Bolintineanu. Din acel moment, diplomații ruși au determinat Poarta să adopte o atitudine mai rezervată și să-l înlocuiască pe Suleiman cu un rapporteur pentru Divan, Fuat Pașa. În paralel, Rusia și-a ordonat trupele din Basarabia să se pregătească pentru o intervenție peste râul Prut și în București—perspectiva unui război ruso-turc era neconvenabilă pentru Abdülmecid, la un timp când A Doua Republică Franceză și Regatul Unit nu au reușit să-și clarifice pozițiile în ceea ce privește politicile otomane. Stratford Canning, ambasadorul Marii Britanii la Poartă, chiar a îndemnat pe oficialii otomani să intervină împotriva Revoluției, servind astfel politica prim-ministrului Palmerston în ce privește conservarea stăpânirii otomane în fața presiunilor exterioare. Delegației valahe i s-a refuzat primirea, și, după o ședere prelungită, a trebuit să se întoarcă la București.

## Lovitura de stat a mitropolitului Neofit

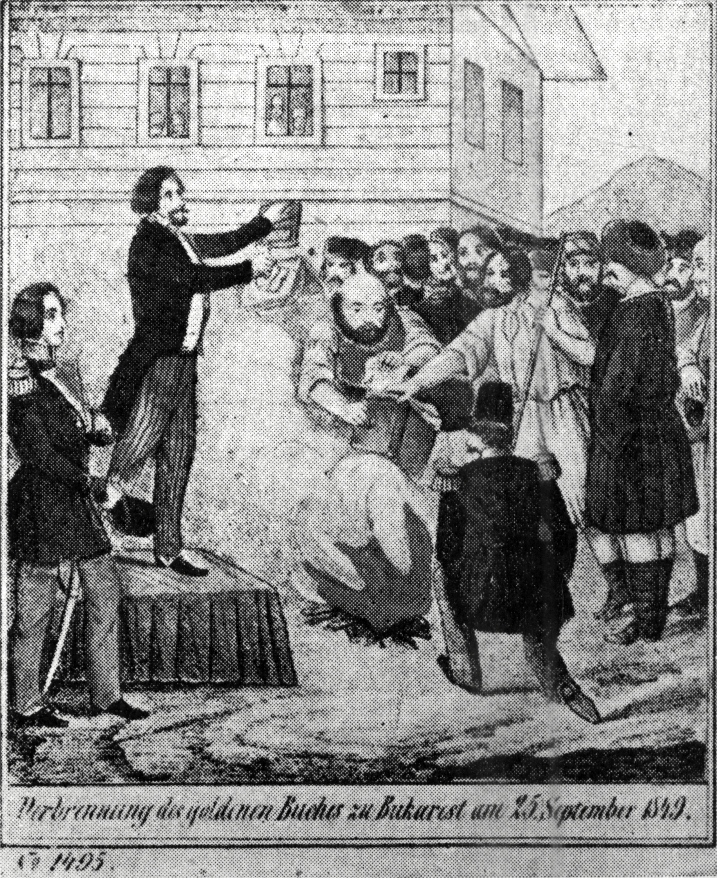
Arderea Regulamentului Organic și a registrului rangurilor boierești

Pe 11 iulie 1848, zvonul fals că armata Rusiei imperiale a plecat din Basarabia și se îndreaptă spre sud a făcut regența să părăsească Bucureștiul și să se refugieze la Târgoviște. Aceasta s-a întâmplat după ce Rusia a ocupat Moldova în aprilie, rezultat al revoltei eșuate din țară. Momentul a fost folosit de conservatori: sub conducerea mitropolitului Neofit, această grupare a preluat puterea și a anunțat că revoluția s-a terminat. Când un mesager revoluționar s-a întors din orașul Focșani din Moldova, cu știri că trupele rusești nu și-au părăsit cartierele, populația din capitală s-a pregăti pentru acțiune—în timpul evenimentelor, Ambrozie, preot din episcopia Buzăului, a devenit eroul revoluționar al orei și a primit porecla Popa Tun după ce a rupt un fitil luminat al unei arme care țintea mulțimile. Rezultatul l-a făcut pe Neofit să-și invalideze propria proclamație și să înapoieze puterea guvernului provizoriu (12 iulie).
În lunile următoare, populația s-a radicalizat și, pe 18 septembrie 1848, la doar o săptămână înaintea zdrobirii Revoluției, mulțimile intrau în Ministerul de Interne, preluând copiile oficiale ale Regulamentului Organic și registrul rangurilor boierești (Arhondologia). Ulterior, s-a defilat cu documentele prin oraș într-o imitație a unui cortegiu funerar și au fost arse în piața publică a Dealului Mitropoliei. Neofit a fost de acord fără tragere de inimă să prezideze ceremonia și să blesteme ambele tipuri de legislație.

## Înăbușirea
Pe 25 septembrie [S.V. 13 septembrie] 1848, trupele otomane conduse de Omar Pașe și asistate de Fuat Pașa au asaltat Bucureștiul, în parte ca o încercare de a preveni extinderea prezenței ruse peste râul Milcov. În dimineața acelei zile, Fuat s-a întâlnit cu personajele publice locale la sediul său de la Cotroceni și a proclamat restabilirea Regulamentului și l-a desemnat pe Constantin Cantacuzino drept caimacam al Țării Românești. În timp ce toți revoluționarii care au participat la întâlnire erau plasați sub arest, Ion Heliade Rădulescu și Christian Tell căutau refugiu la consulatul Marii Britanii de la București, unde au fost primiți de Robert Gilmour Colquhoun în schimbul unei sume de florini austrieci.
Facțiunea radicală din jurului lui Nicolae Bălcescu și Gheorghe Magheru a plănuit rezistența pe Dunăre, dar opinia lor nu a manifestat o atracție considerabilă. Un grup de câteva mii de soldați, cuprinzând panduri olteni și voluntari din țară, s-a adunat la Râmnicu Vâlcea sub comanda lui Magheru, fără a intra în acțiune. În Bucureștiul însuși, întrucât Fuat s-a pregătit să-și conducă cele 6000 de trupe în garnizoana de pe Dealul Spirii, o forță puternică de 900 persoane condusă de un detașament de pompieri i-a întâmpinat cu rezistență, provocând o bătălie scurtă care a durat doar două ore și jumătate, în timpul căreia 158 de turci și 48 de români au decedat și 400 turci și 57 de români au fost răniți. Seara, întregul oraș a fost pacificat. Pe 27 septembrie, o forță rusă condusă de Alexander von Lüders s-a alăturat ocupării Bucureștiului, preluând conducerea asupra unei jumătăți din oraș. Expediția Rusiei în cele două principate dunărene a fost singura ei inițiativă militară independentă dintre intervențiile sale externe împotriva revoluțiilor de la 1848.
Imediat după evenimente, 91 revoluționari au fost trimiși în exil. Dintre aceștia, un mic grup a fost transportat de șlepuri din Giurgiu, pe drumul spre  Svința condusă de austrieci, aflată lângă portul dunărean Orșova. Artistul revoluționar Constantin Daniel Rosenthal și Maria Rosetti, care au fost eliberați și ulterior au urmărit șlepurile de pe uscat, au semnalat că otomanii au ieșit din jurisdicția lor și au reușit să-l determine pe primarul Sviniței să dezarmeze gărzile, ceea ce le-a permis prizonierilor să fugă.
Majoritatea celorlalți revoluționari au fost deținuți pe teritoriul Bulgariei de azi până în primăvara anului 1849, după care, trecând prin Ruse și Varna, au fost duși în orașul Bursa din Anatolia, unde au locuit pe cheltuiala statului otoman. Li s-a permis să se întoarcă după 1856. În timpul perioadei de exil, rivalitatea dintre diferitele facțiuni a devenit evidentă, conflict ce a devenit baza apartenențelor politice din anii de mai târziu.
Între timp, Magheru, îndemnat de Colquhoun, a ordonat demobilizarea trupelor sale (10 octombrie), și, acompaniat de câțiva din funcționarii săi, a acordat Carpații Meridionali Hermannstadtului—la acel timp, orașul transilvănean se afla oficial în Imperiul Austriac,  dar era cuprins de Revoluția Maghiară.

## Urmări

### Activități valahe în Transilvania
Începând cu decembrie 1848, un număr de revoluționari valahi care au scăpat sau au fost eliberați din arest au început să medieze o înțelegere între Lajos Kossuth al Ungariei și acei activiști și țărani români transilvăneni care, sub conducerea lui Avram Iancu, constituiau rezistență militară împotriva trupelor Honvédség ale lui Józef Bem. Nicolae Bălcescu a ieșit din refugiul său din Principatul Serbiei, și, împreună cu Alexandru G. Golescu și Ion Ionescu de la Brad, a început să poarte discuții cu Iancu la Zlatna. Valahii au prezentat propunerea lui Kossuth ca luptătorii lui Iancu să-și părăsească baza din Apuseni și să ajute la reaprinderea revoluției în Valahia, lăsând loc Ungariei să reziste intervenției rusești, dar oferta a fost respinsă pe loc. În paralel, Magheru a ajuns la autoritățile maghiare și le-a cerut să ia în considerare formarea unei confederații care să cuprindă Ungaria propriu-zisă și Transilvania; planul a fost de asemenea respins.
Pe 26 mai 1849, Nicolae Bălcescu s-a întâlnit cu Kossuth la Debrecen, și, în ciuda dezamăgirii personale legate de discursul maghiar și a idealului său de drepturi politice depline pentru românii din regiune, a fost de acord să medieze o înțelegere cu Iancu, ceea ce a dus la o încetare a focului și o serie de concesii politice. Aceasta s-a întâmplat când trupele rusești intrau în Transilvania, operațiune militară ce a culminat cu înfrângerea maghiarilor în Bătălia de la Albești la sfârșitul lui iulie.

### Urmări politice

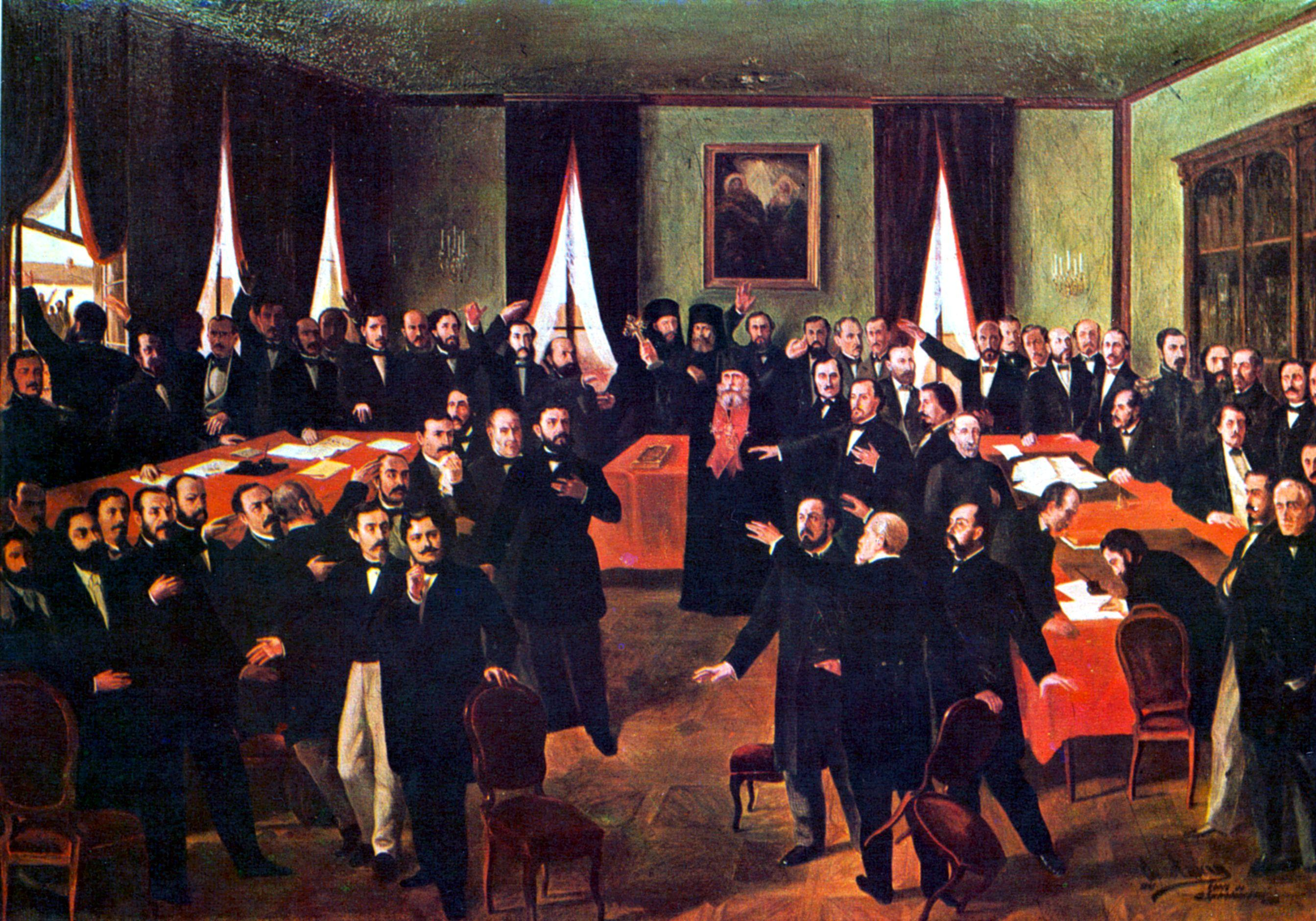
Proclamarea unirii moldo-valahe, pictură de Theodor Aman

Ocupația otomano-rusă s-a prelungit până în 1851, iar Convenția de la Balta Liman din 1849 i-a acordat coroana Valahiei lui Barbu Dimitrie Știrbei. În contrast cu decepțiile din 1848–1849, perioada inaugurată de Războiul Crimeei a eliminat atât dominația rusească cât și regimul Regulamentului Organic, și, în răstimpul unei generații, a adus îndeplinirea a practic toate proiectele revoluționare. Acțiunile comune ale moldovenilor și valahilor, în pas cu prezența activiștilor valahi în Transilvania, au ajutat la circularea idealului unității naționale, cu scopul ultim de reunire a tuturor teritoriilor locuite majoritar de români în cadrul unui stat.
La începutul lui 1859, la sfârșitul perioadei turbulente, Țara Românească și Moldova au intrat într-o uniune personală, care a primit forma legală ca Principatele Unite ale Moldovei și Țării Românești, sub conducerea domnitorului născut în Moldova Alexandru Ioan Cuza (el însuși fost revoluționar). După ce li s-a permis să se întoarcă din exil după Tratatul de la Paris, cei mai mulți dintre revoluționarii supraviețuitori au jucat un rol major în evoluțiile politice și s-au organizat în Partida Națională, care l-a promovat pe Cuza în timpul alegerilor simultane pentru Divanurile ad-hoc. Rolul emigranților exilați valahi stabiliți la Paris în promovarea simpatiei pentru scopurile românești comune a fost decisiv. Partida a reușit să devină cu factor major în viața politică românească înainte de a forma baza curentului liberal. Sub conducerea lui Cuza, curentul occidentalizării a crescut și, în timpul anilor 1860, a fost executată o reformă agrară moderată, proprietățile mănăstirești au fost secularizate, iar corvezile și rangurile boierești au fost scoase în afara legii.
În timpul conflictului din 1866 dintre tot mai autoritarul Cuza și clasa politică, anumite curente au organizat o lovitură de stat care l-a destituit pe Cuza, după care prințul Carol, un Hohenzollern, a fost așezat pe tronul român—acesta fiind un ecou al voinței exprimate de unii dintre activiștii anului 1848 ca o dinastie străină să conducă un stat unificat. În 1877, în urma războiului ruso-româno-turc, România și-a proclamat independența.

## Vezi și
- Revoluția Română din 1848
- Revoluția de la 1848 din Moldova

## Legături externe
- Materiale media legate de Revoluția de la 1848 din Țara Românească la Wikimedia Commons